# Росс Девенпорт
Росс Девенпорт (англ. Ross Davenport, 23 травня 1984) — британський плавець.
Учасник Олімпійських Ігор 2004, 2008, 2012 років.
Призер Чемпіонату світу з плавання на короткій воді 2008 року.
Призер Чемпіонату Європи з водних видів спорту 2006 року.
Призер Чемпіонату Європи з плавання на короткій воді 2005 року.
Переможець Ігор Співдружності 2006 року, призер 2010 року.
Переможець літньої Універсіади 2003 року, призер 2005 року.